# 博羅維
50°6′54″N 23°57′38″E / 50.11500°N 23.96056°E
博羅維（烏克蘭語：Борові），是烏克蘭西部的村莊，隸屬利維夫州的利維夫區。該村面積6.9平方公里，2001年該村落人口139，人口密度每平方公里49.64人。